# لاویتس

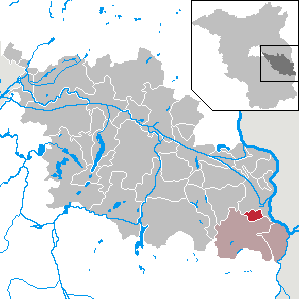
نقشه ماهواره‌ای از لاویتس

لاویتس (به آلمانی: Lawitz) یک شهر در آلمان است که در اودر-اشپری واقع شده‌است. لاویتس  ۶۰۶ نفر جمعیت دارد.